# Mistrovství světa ve fotbale klubů 2018
Mistrovství světa ve fotbale klubů 2018 se hrálo v termínu 12. - 22. prosince 2018 ve Spojených arabských emirátech. Byl to 15. ročník MS klubů, ve kterém se střetává šest vítězů jednotlivých nejvyšších kontinentálních soutěží a vítěz ligy pořadatelské země.
Zástupci Evropy (Real Madrid) a Jižní Ameriky (CA River Plate) byli nasazeni přímo do semifinále. Ročník 2018 vyhrál španělský klub Real Madrid z konfederace UEFA, který tak navázal na své vítězství v předchozím ročníku 2017. Real získal svůj čtvrtý titul v historii turnaje.

## Kvalifikované týmy
| Tým                          | Konfederace | Způsob kvalifikace                                       |
| ---------------------------- | ----------- | -------------------------------------------------------- |
| Kvalifikováni do semifinále  |             |                                                          |
| Real Madrid                  | UEFA        | Vítěz Ligy mistrů UEFA 2017/18                           |
| CA River Plate               | CONMEBOL    | Vítěz Copa Libertadores 201                              |
| Kvalifikováni do čtvrtfinále |             |                                                          |
| CD Guadalajara               | CONCACAF    | Vítěz Ligy mistrů CONCACAF 2017/18                       |
| Kašima Antlers               | AFC         | Vítěz Ligy mistrů AFC 2018                               |
| Sportive Tunis               | CAF         | Vítěz Ligy mistrů CAF 2018                               |
| Kvalifikováni do osmifinále  |             |                                                          |
| Team Wellington FC           | OFC         | Vítěz Ligy mistrů OFC 2017/18                            |
| Al Ajn FC                    | Hostitel    | Vítěz Fotbalové ligy Spojených arabských emirátů 2017-18 |

## Stadiony
| Abú Zabí                               | Al-Ajn                                |
| -------------------------------------- | ------------------------------------- |
| Zayed Sports City Stadium              | Hazza bin Zayed Stadium               |
| 24°24′57,92″ s. š., 54°27′12,93″ v. d. | 24°14′44,14″ s. š., 55°42′59,7″ v. d. |
| Capacity: 43,000                       | Capacity: 22,717                      |
|                                        |                                       |

## Rozhodčí
Celkově 6 hlavních rozhodčích, 12 asistentů rozhodčího, a 6 videorozhodčích bylo delegováno na turnaj.
| Federace | Rozhodčí              | Asistent rozhodčího                  | Videorozhodčí                                |
| -------- | --------------------- | ------------------------------------ | -------------------------------------------- |
| AFC      | Ryuji Sato            | Toru Sagara Hiroshi Yamauchi         | Mohammed Abdulla Hassan Mohamed              |
| CAF      | Bamlak Tessema Weyesa | Zakhele Thusi Siwela Waleed Ahmed    |                                              |
| CONCACAF | Jair Marrufo          | Frank Anderson Corey Rockwell        | Mark Geiger                                  |
| CONMEBOL | Wilton Sampaio        | Rodrigo Figueiredo Bruno Boschilia   | Mauro Vigliano                               |
| OFC      | Matthew Conger        | Tevita Makasini Mark Rule            |                                              |
| UEFA     | Gianluca Rocchi       | Elenito Di Liberatore Mauro Tonolini | Paweł Gil Massimiliano Irrati Danny Makkelie |

## Zápasy
Všechny časy jsou v UTC+4
|  | Osmifinále               | Osmifinále            |                              |                | Čtvrtfinále           | Čtvrtfinále           |             |             | Semifinále | Semifinále |  |  | Finále                   | Finále                   |
|  | 12. prosinec – Al Ain    |                       |                              |                |                       |                       |             |             |            |            |  |  |                          |                          |
|  | Al Ajn FC                | 3 (4)                 |                              |                | 15. prosinec – Al Ain | 15. prosinec – Al Ain |             |             |            |            |  |  |                          |                          |
|  | Al Ajn FC                | 3 (4)                 |                              |                | 15. prosinec – Al Ain | 15. prosinec – Al Ain |             |             |            |            |  |  |                          |                          |
|  | Team Wellington          | 3 (3)                 |                              |                | Espérance de Tunis    | 0                     |             |             |            |            |  |  |                          |                          |
|  | Team Wellington          | 3 (3)                 | 18. prosinec – Al Ain        |                | Espérance de Tunis    | 0                     |             |             |            |            |  |  |                          |                          |
|  |                          |                       |                              |                | Al Ajn FC             | 3                     |             |             |            |            |  |  |                          |                          |
|  | CA River Plate           | 2 (4)                 |                              |                | Al Ajn FC             | 3                     |             |             |            |            |  |  |                          |                          |
|  | CA River Plate           | 2 (4)                 |                              |                |                       |                       |             |             |            |            |  |  |                          |                          |
|  |                          |                       | Al Ajn FC                    | 2 (5)          |                       |                       |             |             |            |            |  |  |                          |                          |
|  |                          |                       | Al Ajn FC                    | 2 (5)          |                       |                       |             |             |            |            |  |  |                          |                          |
|  |                          |                       | 22. prosinec – Abu Dhabi     |                |                       |                       |             |             |            |            |  |  |                          |                          |
|  |                          |                       |                              |                |                       |                       |             |             |            |            |  |  |                          |                          |
|  | Real Madrid              | 4                     |                              |                |                       |                       |             |             |            |            |  |  |                          |                          |
|  | Real Madrid              | 4                     | 15. prosinec – Al Ain        |                |                       |                       |             |             |            |            |  |  |                          |                          |
|  |                          | Al Ajn FC             | 1                            |                |                       |                       |             |             |            |            |  |  |                          |                          |
|  |                          |                       | 1                            | Kašima Antlers | 3                     |                       |             |             |            |            |  |  |                          |                          |
|  | 19. prosinec – Abu Dhabi |                       |                              | Kašima Antlers | 3                     |                       |             |             |            |            |  |  |                          |                          |
|  |                          | CD Guadalajara        | 2                            |                |                       |                       |             |             |            |            |  |  |                          |                          |
|  | Kašima Antlers           | CD Guadalajara        | 2                            | 1              |                       |                       |             |             |            |            |  |  |                          |                          |
|  | Kašima Antlers           | Páté místo            | Páté místo                   | 1              |                       |                       | Třetí místo | Třetí místo |            |            |  |  |                          |                          |
|  |                          | Páté místo            | Páté místo                   |                | Real Madrid           | 3                     | Třetí místo | Třetí místo |            |            |  |  |                          |                          |
|  | Espérance de Tunis       | 1 (6)                 | Club Atlético CA River Plate | 4              | Real Madrid           | 3                     |             |             |            |            |  |  |                          |                          |
|  | Espérance de Tunis       | 1 (6)                 | Club Atlético CA River Plate | 4              |                       |                       |             |             |            |            |  |  |                          |                          |
|  | CD Guadalajara           | 1 (5)                 | Kašima Antlers               | 0              |                       |                       |             |             |            |            |  |  |                          |                          |
|  | CD Guadalajara           | 1 (5)                 | Kašima Antlers               | 0              |                       |                       |             |             |            |            |  |  |                          |                          |
|  | 18. prosinec – Al Ain    | 18. prosinec – Al Ain |                              |                |                       |                       |             |             |            |            |  |  | 22. prosinec – Abu Dhabi | 22. prosinec – Abu Dhabi |

### Finále
| 22. prosince 2017 21:00                                                 |        |                    |                                                                                |
| Real Madrid                                                             | 4 – 1  | Al Ajn FC          | Zayed Sports City Stadium, Abú Zabí diváci: 40696 rozhodčí: Marrufo Jair (USA) |
| Luka Modrić 14' Marcos Llorente 60' Sergio Ramos 79' Yahia Nader OG 90̟' | Report | Cukasa Šiotani 86' | Zayed Sports City Stadium, Abú Zabí diváci: 40696 rozhodčí: Marrufo Jair (USA) |

## Vítěz
| Mistrovství světa ve fotbale klubů 2018 Real Madrid 4. titul Trenér: Santiago Solari |

## Střelci
| Pořadí | Hráč                | Tým                | Góly |
| ------ | ------------------- | ------------------ | ---- |
| 1      | Gareth Bale         | Real Madrid        | 3    |
| 1      | Rafael Santos Borré | CA River Plate     | 3    |
| 3      | Marcus Berg         | Al Ajn FC          | 2    |
| 3      | Gonzalo Martínez    | CA River Plate     | 2    |
| 3      | Cukasa Šiotani      | Al Ajn FC          | 2    |
| 6      | Hiroki Abe          | Kašima Antlers     | 1    |
| 6      | Mohamed Ahmed       | Al Ajn FC          | 1    |
| 6      | Bandar Al-Ahbabi    | Al Ajn FC          | 1    |
| 6      | Mario Barcia        | Team Wellington    | 1    |
| 6      | Youcef Belaïli      | Espérance de Tunis | 1    |
| 6      | Caio                | Al Ajn FC          | 1    |
| 6      | Aaron Clapham       | Team Wellington    | 1    |
| 6      | Šóma Doi            | Kašima Antlers     | 1    |
| 6      | Tongo Doumbia       | Al Ajn FC          | 1    |
| 6      | Hussein El Shahat   | Al Ajn FC          | 1    |
| 6      | Mario Ilich         | Team Wellington    | 1    |
| 6      | Marcos Llorente     | Real Madrid        | 1    |
| 6      | Luka Modrić         | Real Madrid        | 1    |
| 6      | Ryota Nagaki        | Kašima Antlers     | 1    |
| 6      | Sergio Ramos        | Real Madrid        | 1    |
| 6      | Gael Sandoval       | CD Guadalajara     | 1    |
| 6      | Serginho            | Kašima Antlers     | 1    |
| 6      | Ángel Zaldívar      | CD Guadalajara     | 1    |
| 6      | Bruno Zuculini      | CA River Plate     | 1    |

## Ocenění
Následující ocenění získaliː.
- Zlatý míč Adidas:  Gareth Bale (Real Madrid)
- Stříbrný míč Adidas:  Caio  (Al Ajn FC)
- Bronzový míč Adidas:  Rafael Santos Borré (CA River Plate)